# Missouri-floden
Floden Missouri er den ene gren af Mississippi-floden i USA. Den er med sin længde på 3.767 km  den længste flod i USA og afvander omtrent 1/6 af det nordamerikanske kontinent. Kombinationen Missouri-Mississippi-floderne udgør den fjerdestørste flod i verden.
Floden udspringer i Rocky Mountains-bjergkæden i det sydvestlige Montana nær det kontinentale vandskel, hvor også Yellowstone-floden yder et bidrag. Herefter flyder vandet ind i North Dakota og drejer mod sydøst til South Dakota. Herefter nås Nebraska, Iowa, Missouri og Kansas, hvor den fletter sammen med Mississippi i St. Louis.
Floden spillede en stor rolle i forbindelse med udforskningen af det midterste og vestlige USA i begyndelsen af 1800-tallet med bl.a. Louisiana-købet og Lewis og Clark-ekspeditionen.

## Eksterne kilder og  henvisninger
1. ↑  "The Missouri River Story – USGS". Arkiveret fra originalen 23. september 2006. Hentet 2. maj 2007.

- Wikimedia Commons har flere filer relateret til Missouri-floden
- The Missouri River Story Arkiveret 23. september 2006 hos  Wayback Machine (engelsk)

## Galleri
- NASA-kort over Missouri
- Broer ved Bismarck i North Dakota
- Dæmning over floden i South Dakota

45°55′39″N 111°30′29″V / 45.9275°N 111.5081°V